# Gran Premio motociclistico d'Olanda 2009
Il Gran Premio motociclistico d'Olanda 2009 corso il 27 giugno, è stato il settimo Gran Premio della stagione 2009 e ha visto vincere: Valentino Rossi in MotoGP, Hiroshi Aoyama nella classe 250 e Sergio Gadea nella classe 125.
In questa gara Valentino Rossi conquista la centesima vittoria della sua carriera nel motomondiale, secondo pilota nella storia a tagliare questo traguardo, dopo il connazionale Giacomo Agostini.

## MotoGP

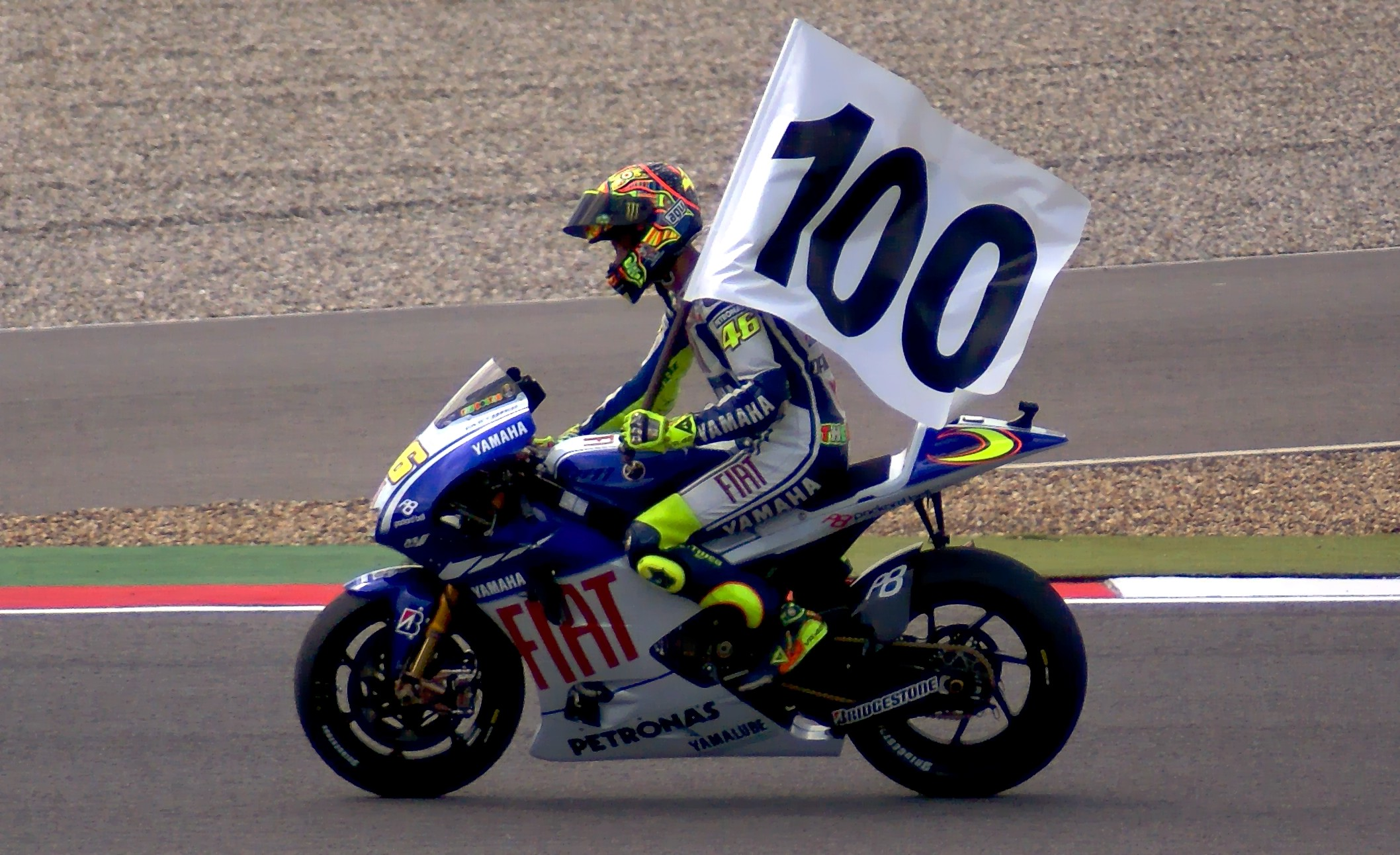
Rossi festeggia la centesima vittoria nel contesto del motomondiale, dopo aver vinto la gara della classe MotoGP

### Arrivati al traguardo
| Pos. | Nº | Pilota          | Squadra                  | Motocicletta | Giri | Tempo     | Griglia | Punti |
| ---- | -- | --------------- | ------------------------ | ------------ | ---- | --------- | ------- | ----- |
| 1º   | 46 | Valentino Rossi | Fiat Yamaha              | Yamaha       | 26   | 42:14.611 | 1       | 25    |
| 2º   | 99 | Jorge Lorenzo   | Fiat Yamaha              | Yamaha       | 26   | +5.368    | 3       | 20    |
| 3º   | 27 | Casey Stoner    | Ducati Marlboro          | Ducati       | 26   | +23.113   | 4       | 16    |
| 4º   | 5  | Colin Edwards   | Monster Yamaha Tech 3    | Yamaha       | 26   | +29.114   | 5       | 13    |
| 5º   | 7  | Chris Vermeulen | Rizla Suzuki             | Suzuki       | 26   | +33.605   | 7       | 11    |
| 6º   | 52 | James Toseland  | Monster Yamaha Tech 3    | Yamaha       | 26   | +39.347   | 9       | 10    |
| 7º   | 14 | Randy de Puniet | LCR Honda                | Honda        | 26   | +39.543   | 10      | 9     |
| 8º   | 69 | Nicky Hayden    | Ducati Marlboro          | Ducati       | 26   | +39.823   | 13      | 8     |
| 9º   | 65 | Loris Capirossi | Rizla Suzuki             | Suzuki       | 26   | +40.673   | 6       | 7     |
| 10º  | 15 | Alex De Angelis | San Carlo Honda Gresini  | Honda        | 26   | +46.010   | 11      | 6     |
| 11º  | 33 | Marco Melandri  | Hayate Racing            | Kawasaki     | 26   | +57.777   | 14      | 5     |
| 12º  | 24 | Toni Elías      | San Carlo Honda Gresini  | Honda        | 26   | +59.774   | 15      | 4     |
| 13º  | 59 | Sete Gibernau   | Grupo Francisco Hernando | Ducati       | 26   | +1:05.366 | 16      | 3     |
| 14º  | 88 | Niccolò Canepa  | Pramac Racing            | Ducati       | 26   | +1:09.897 | 17      | 2     |
| 15º  | 72 | Yūki Takahashi  | Scot Racing              | Honda        | 26   | +1:09.930 | 18      | 1     |
| 16º  | 41 | Gábor Talmácsi  | Scot Racing              | Honda        | 26   | +1:25.099 | 19      |       |

### Ritirati
| Nº | Pilota           | Squadra       | Motocicletta | Giri | Griglia |
| -- | ---------------- | ------------- | ------------ | ---- | ------- |
| 36 | Mika Kallio      | Pramac Racing | Ducati       | 25   | 12      |
| 4  | Andrea Dovizioso | Repsol Honda  | Honda        | 10   | 8       |
| 3  | Daniel Pedrosa   | Repsol Honda  | Honda        | 4    | 2       |

## Classe 250

### Arrivati al traguardo
| Pos. | Nº | Pilota              | Squadra                     | Motocicletta | Giri | Tempo     | Griglia | Punti |
| ---- | -- | ------------------- | --------------------------- | ------------ | ---- | --------- | ------- | ----- |
| 1º   | 4  | Hiroshi Aoyama      | Scot Racing                 | Honda        | 24   | 40:44.008 | 2       | 25    |
| 2º   | 40 | Héctor Barberá      | Pepe World Team             | Aprilia      | 24   | +4.424    | 1       | 20    |
| 3º   | 58 | Marco Simoncelli    | Metis Gilera                | Gilera       | 24   | +10.339   | 4       | 16    |
| 4º   | 41 | Aleix Espargaró     | Balatonring Team            | Aprilia      | 24   | +11.383   | 5       | 13    |
| 5º   | 15 | Roberto Locatelli   | Metis Gilera                | Gilera       | 24   | +11.596   | 12      | 11    |
| 6º   | 6  | Alex Debón          | Aeropuerto-Castello-Blusens | Aprilia      | 24   | +14.265   | 6       | 10    |
| 7º   | 17 | Karel Abraham       | Cardion AB Motoracing       | Aprilia      | 24   | +17.982   | 14      | 9     |
| 8º   | 55 | Héctor Faubel       | Valencia CF - Honda SAG     | Honda        | 24   | +19.012   | 13      | 8     |
| 9º   | 14 | Ratthapark Wilairot | Thai Honda PTT SAG          | Honda        | 24   | +20.926   | 11      | 7     |
| 10º  | 35 | Raffaele De Rosa    | Scot Racing                 | Honda        | 24   | +21.033   | 7       | 6     |
| 11º  | 63 | Mike Di Meglio      | Mapfre Aspar                | Aprilia      | 24   | +32.128   | 9       | 5     |
| 12º  | 52 | Lukáš Pešek         | Auto Kelly - CP             | Aprilia      | 24   | +41.329   | 10      | 4     |
| 13º  | 25 | Alex Baldolini      | WTR San Marino              | Aprilia      | 24   | +1:05.321 | 19      | 3     |
| 14º  | 53 | Valentin Debise     | CIP Moto - GP250            | Honda        | 24   | +1:12.451 | 21      | 2     |
| 15º  | 10 | Imre Tóth           | Toth Aprilia                | Aprilia      | 23   | +1 giro   | 22      | 1     |
| 16º  | 56 | Vladimir Leonov     | Viessmann Kiefer Racing     | Aprilia      | 23   | +1 giro   | 24      |       |

### Ritirati
| Nº | Pilota          | Squadra              | Motocicletta | Giri | Griglia |
| -- | --------------- | -------------------- | ------------ | ---- | ------- |
| 19 | Álvaro Bautista | Mapfre Aspar         | Aprilia      | 22   | 3       |
| 8  | Bastien Chesaux | Racing Team Germany  | Honda        | 19   | 23      |
| 7  | Axel Pons       | Pepe World Team      | Aprilia      | 16   | 20      |
| 54 | Toby Markham    | C&L Racing           | Honda        | 14   | 25      |
| 80 | Stevie Bonsey   | Milar - Juegos Lucky | Aprilia      | 13   | 18      |
| 75 | Mattia Pasini   | Toth Aprilia         | Aprilia      | 13   | 8       |
| 12 | Thomas Lüthi    | Emmi - Caffe Latte   | Aprilia      | 10   | 15      |
| 16 | Jules Cluzel    | Matteoni Racing      | Aprilia      | 5    | 17      |
| 48 | Shōya Tomizawa  | CIP Moto - GP250     | Honda        | 0    | 16      |

## Classe 125

### Arrivati al traguardo
| Pos. | Nº | Pilota               | Squadra                  | Motocicletta | Giri | Tempo     | Griglia | Punti |
| ---- | -- | -------------------- | ------------------------ | ------------ | ---- | --------- | ------- | ----- |
| 1º   | 33 | Sergio Gadea         | Bancaja Aspar            | Aprilia      | 22   | 39:07.577 | 9       | 25    |
| 2º   | 60 | Julián Simón         | Bancaja Aspar            | Aprilia      | 22   | +0.901    | 2       | 20    |
| 3º   | 38 | Bradley Smith        | Bancaja Aspar            | Aprilia      | 22   | +12.356   | 5       | 16    |
| 4º   | 29 | Andrea Iannone       | Ongetta Team I.S.P.A.    | Aprilia      | 22   | +12.400   | 6       | 13    |
| 5º   | 18 | Nicolás Terol        | Jack & Jones Team        | Aprilia      | 22   | +20.078   | 3       | 11    |
| 6º   | 17 | Stefan Bradl         | Viessmann Kiefer Racing  | Aprilia      | 22   | +20.468   | 4       | 10    |
| 7º   | 94 | Jonas Folger         | Ongetta Team I.S.P.A.    | Aprilia      | 22   | +20.755   | 18      | 9     |
| 8º   | 24 | Simone Corsi         | Fontana Racing           | Aprilia      | 22   | +21.263   | 7       | 8     |
| 9º   | 44 | Pol Espargaró        | Derbi Racing             | Derbi        | 22   | +21.558   | 8       | 7     |
| 10º  | 93 | Marc Márquez         | Red Bull KTM Moto Sport  | KTM          | 22   | +21.941   | 10      | 6     |
| 11º  | 6  | Joan Olivé           | Derbi Racing             | Derbi        | 22   | +23.605   | 11      | 5     |
| 12º  | 7  | Efrén Vázquez        | Derbi Racing             | Derbi        | 22   | +28.406   | 15      | 4     |
| 13º  | 77 | Dominique Aegerter   | Ajo Interwetten          | Derbi        | 22   | +1:00.312 | 19      | 3     |
| 14º  | 85 | Marvin Fritz         | LHF-Project Racing       | Honda        | 22   | +1:00.355 | 25      | 2     |
| 15º  | 8  | Lorenzo Zanetti      | Ongetta Team I.S.P.A.    | Aprilia      | 22   | +1:00.615 | 23      | 1     |
| 16º  | 39 | Luis Salom           | Jack & Jones Team        | Aprilia      | 22   | +1:00.629 | 22      |       |
| 17º  | 73 | Takaaki Nakagami     | Ongetta Team I.S.P.A.    | Aprilia      | 22   | +1:00.997 | 27      |       |
| 18º  | 82 | Michael van der Mark | Dutch Racing             | Honda        | 22   | +1:01.030 | 24      |       |
| 19º  | 53 | Jasper Iwema         | Racing Team Germany      | Honda        | 22   | +1:08.795 | 26      |       |
| 20º  | 69 | Lukáš Šembera        | Matteoni Racing          | Aprilia      | 22   | +1:09.076 | 30      |       |
| 21º  | 14 | Johann Zarco         | WTR San Marino           | Aprilia      | 22   | +1:14.817 | 16      |       |
| 22º  | 86 | Karel Pešek          | Pesek Team               | Derbi        | 22   | +1:30.729 | 29      |       |
| 23º  | 87 | Luca Marconi         | CBC Corse                | Aprilia      | 22   | +1:46.244 | 31      |       |
| 24º  | 83 | Pepijn Bijsterbosch  | Racing Team Bijsterbosch | Honda        | 21   | +1 giro   | 34      |       |
| 25º  | 10 | Luca Vitali          | CBC Corse                | Aprilia      | 21   | +1 giro   | 33      |       |

### Ritirati
| Nº | Pilota             | Squadra                 | Motocicletta | Giri | Griglia |
| -- | ------------------ | ----------------------- | ------------ | ---- | ------- |
| 12 | Esteve Rabat       | Blusens Aprilia         | Aprilia      | 11   | 12      |
| 71 | Tomoyoshi Koyama   | Loncin Racing           | Loncin       | 9    | 32      |
| 16 | Cameron Beaubier   | Red Bull KTM Moto Sport | KTM          | 5    | 20      |
| 11 | Sandro Cortese     | Ajo Interwetten         | Derbi        | 4    | 1       |
| 35 | Randy Krummenacher | Degraaf Grand Prix      | Aprilia      | 1    | 14      |
| 32 | Lorenzo Savadori   | Fontana Racing          | Aprilia      | 1    | 21      |
| 45 | Scott Redding      | Blusens Aprilia         | Aprilia      | 1    | 17      |
| 5  | Alexis Masbou      | Loncin Racing           | Loncin       | 1    | 28      |
| 99 | Danny Webb         | Degraaf Grand Prix      | Aprilia      | 0    | 13      |

### Non qualificato
| Nº | Pilota   | Squadra      | Motocicletta |
| -- | -------- | ------------ | ------------ |
| 84 | Roy Pouw | Team Holland | Aprilia      |